# 伊塔佩 (巴西)
伊塔佩（葡萄牙語：Itapé）是巴西巴伊亚州的一个市镇。总面积443.27平方公里，总人口13906人，人口密度31.4人/平方公里。